# Hit Parade 86
Hit Parade '86' foi um disco produzido pela Som Livre em abril de 1986, uma compilação com os sucessos radiofônicos daquela época. O disco (produzido em LP e cassete) conta com sucessos do Wham!, Simple Minds, Sting, The Cars, Smiths, Robin Gibb, General Public, Huey Lewis & The News, Century, Glenn Frey, Diana Ross e Ray Parker Jr.
Há uma segunda versão deste disco¹, que saiu dois meses mais tarde, chamada "Hit Parade '86 - Studio 97: As mais mais da Araguaia", com a mesma seleção musical, mas com capa diferente. Este segunda versão do disco foi uma co-produção Som Livre e Discos Anhanguera.

## Lista das múscas
Lado A
- 1. Wham! - I'm your man
- 2. Simple Minds - Don't you (forget about me)
- 3. Sting - If you love somebody (set them free)
- 4. The Cars - Tonight she comes
- 5. The Smiths - The boy with a thorn in his side
- 6. Robin Gibb - Like a fool
- 7. Dollie de Luxe - Medley: Queen of the night / Satisfaction

Lado B
- 1. General Public - Tenderness
- 2. Huey Lewis & The News - The power of love
- 3. Century - Lover why
- 4. Glenn Frey - You belong to the city
- 5. Diana Ross (e Bee Gees²) - Experience
- 6. Ray Parker Jr. - Girls are more fun
- 7. Lorraine McKane - Let the night take the blame

## Ficha técnica do disco

### Hit Parade '86
LP 530.024 - (P) 1986
- Gerente de produto: Toninho Paladino
- Seleção de repertório: Sérgio Motta
- Edição: Ieddo Gouveia

- Fonogramas gentilmente cedidos por: CBS (1A,3A) RCA (2A,1B,2B,6B) WEA (4A,5A,4B) PolyGram (6A) RGE (7A) Top Tape (3B) Emi/Odeon (5B) FIF (7B)

Capa
- Foto: João Bosco (Matéria Prisma)
- Assistente: Luiz Simões
- Produção: Cátia Gimenez
- Maquiagem: Thomas Dourado
- Silk-screen: Delmar Cardoso
- Direção de arte: Marciso Carvalho e Felipe Taborda

Fabricado e distribuído pela CBS

### Hit Parade '86 - Studio 97: As mais mais da Anhanguera
LP 530.029 - (P) 1986
- Gerente de produto: Toninho Paladino
- Seleção de repertório: Sérgio Motta
- Edição: Ieddo Gouveia

- Fonogramas gentilmente cedidos por: CBS (1A,3A) RCA (2A,1B,2B,6B) WEA (4A,5A,4B) PolyGram (6A) RGE (7A) Top Tape (3B) Emi/Odeon (5B) FIF (7B)

Capa
- Modelo: Virginia Liberato
- Cabelo e maquiagem: Jésus Lopes
- Maillot: Local/Rio
- Toalha: Casa Veneza
- Direção de arte e fotos: Felipe Taborda
- Arte final: Eduardo Borges

Fabricado e distribuído pela CBS